# Iridectomie
L’iridectomie est une opération chirurgicale consistant en une ablation partielle de l'iris.
Elle est indiquée :
- en cas de glaucome aigu par fermeture de l'angle pour diminuer la tension intra-oculaire en permettant la communication de l'humeur aqueuse entre la chambre postérieure et la chambre antérieure et éviter que la maladie ne réapparaisse, ou en prévention de la crise de glaucome aigu en cas d'angle étroit à risque ;
- pour diminuer l'inflammation en cas d'iridocyclite ;
- résection d'une tumeur.

Au XXIe siècle, pour la première indication seulement (prévention de la récidive du glaucome aigu), l'ophtalmologue réalise le plus souvent une iridotomie au laser médical,.